# Leforest
Leforest és un municipi francès situat al departament del Pas de Calais i a la regió dels Alts de França. L'any 2007 tenia 7.127 habitants.

## Demografia

### Població
El 2007 la població de fet de Leforest era de 7.127 persones. Hi havia 2.600 famílies de les quals 640 eren unipersonals (196 homes vivint sols i 444 dones vivint soles), 652 parelles sense fills, 988 parelles amb fills i 320 famílies monoparentals amb fills.
La població ha evolucionat segons el següent gràfic:
Habitants censats

### Habitatges
El 2007 hi havia 2.812 habitatges, 2.666 eren l'habitatge principal de la família, 4 eren segones residències i 142 estaven desocupats. 2.637 eren cases i 122 eren apartaments. Dels 2.666 habitatges principals, 1.479 estaven ocupats pels seus propietaris, 984 estaven llogats i ocupats pels llogaters i 203 estaven cedits a títol gratuït; 59 tenien una cambra, 133 en tenien dues, 307 en tenien tres, 783 en tenien quatre i 1.384 en tenien cinc o més. 1.927 habitatges disposaven pel capbaix d'una plaça de pàrquing. A 1.272 habitatges hi havia un automòbil i a 827 n'hi havia dos o més.

### Piràmide de població
La piràmide de població per edats i sexe el 2009 era:
| Homes | Edats   | Dones |
| ----- | ------- | ----- |
| 0     | 95 o +  | 4     |
| 4     | 90 a 94 | 12    |
| 24    | 85 a 89 | 44    |
| 24    | 80 a 84 | 68    |
| 100   | 75 a 79 | 136   |
| 112   | 70 a 74 | 236   |
| 136   | 65 a 69 | 184   |
| 152   | 60 a 64 | 180   |
| 152   | 55 a 59 | 140   |
| 196   | 50 a 54 | 192   |
| 244   | 45 a 49 | 224   |
| 188   | 40 a 44 | 276   |
| 260   | 35 a 39 | 192   |
| 216   | 30 a 34 | 244   |
| 252   | 25 a 29 | 208   |
| 201   | 20 a 24 | 292   |
| 308   | 15 a 19 | 248   |
| 240   | 10 a 14 | 240   |
| 228   | 5 a 9   | 264   |
| 180   | 0 a 4   | 204   |

## Economia
El 2007 la població en edat de treballar era de 4.493 persones, 2.939 eren actives i 1.554 eren inactives. De les 2.939 persones actives 2.455 estaven ocupades (1.395 homes i 1.060 dones) i 484 estaven aturades (259 homes i 225 dones). De les 1.554 persones inactives 353 estaven jubilades, 476 estaven estudiant i 725 estaven classificades com a «altres inactius».

### Ingressos
El 2009 a Leforest hi havia 2.707 unitats fiscals que integraven 7.184,5 persones, la mediana anual d'ingressos fiscals per persona era de 14.408 €.

### Activitats econòmiques
Dels 159 establiments que hi havia el 2007, 2 eren d'empreses extractives, 6 d'empreses alimentàries, 1 d'una empresa de fabricació de material elèctric, 3 d'empreses de fabricació d'altres productes industrials, 10 d'empreses de construcció, 49 d'empreses de comerç i reparació d'automòbils, 7 d'empreses de transport, 13 d'empreses d'hostatgeria i restauració, 5 d'empreses d'informació i comunicació, 4 d'empreses financeres, 7 d'empreses immobiliàries, 9 d'empreses de serveis, 28 d'entitats de l'administració pública i 15 d'empreses classificades com a «altres activitats de serveis».
Dels 39 establiments de servei als particulars que hi havia el 2009, 1 era una oficina de correu, 2 oficines bancàries, 1 funerària, 4 tallers de reparació d'automòbils i de material agrícola, 1 taller d'inspecció tècnica de vehicles, 2 autoescoles, 2 paletes, 2 guixaires pintors, 1 fusteria, 2 lampisteries, 2 empreses de construcció, 6 perruqueries, 2 veterinaris, 7 restaurants, 2 agències immobiliàries, 1 tintoreria i 1 saló de bellesa.
Dels 21 establiments comercials que hi havia el 2009, 2 eren supermercats, 1 una botiga de més de 120 m², 2 fleques, 2 carnisseries, 1 una peixateria, 4 botigues de roba, 1 una botiga d'equipament de la llar, 4 botigues de mobles, 2 drogueries, 1 una perfumeria i 1 una joieria.

## Equipaments sanitaris i escolars
El 2009 hi havia 1 centre de salut, 3 farmàcies i 2 ambulàncies.
El 2009 hi havia 2 escoles maternals i 2 escoles elementals. Leforest disposava d'un col·legi d'educació secundària amb 513 alumnes.

## Poblacions més properes
El següent diagrama mostra les poblacions més properes.